# Escuela de negocios Ross
La Escuela de negocios Ross o Escuela de negocios Stephen M.Ross (Stephen M. Ross School of Business en idioma inglés, conocida como Ross School of Business) es la escuela de negocios de la Universidad de Míchigan.
Actualmente, la escuela ofrece títulos de grado, maestría y doctorado, además de programas de educación ejecutiva. El Grado en Administración de Negocios (BBA), la Maestría en Administración de Negocios (MBA) y los programas ejecutivos de Ross son altamente calificados en los Estados Unidos. Publicaciones como el U.S. News & World Report, BusinessWeek, The Wall Street Journal, y el Financial Times han posicionado constantemente a la escuela como una de las mejores de los Estados Unidos.
Es, además, un centro investigativo en el área de los negocios. En términos de producción investigativa, Ross está posicionada como la tercera institución a nivel mundial.

## Historia
Fue fundada en 1924. Desde que Robert J. Doland asumió la posición de decano en el 2001, la escuela alcanzó una identidad más cohesiva. Se instituyó un logo para la escuela y se creó un sentido de autonomía. 
Fue nombrada en honor al inversionista de bienes raíces y exalumno Stephen M. Ross, quien en 2004 donó 100 millones de dólares para la financiación de la escuela. Para ese entonces, fue la mayor donación que hubiera recibido una escuela de negocios en Estados Unidos. En el 2009, fue inaugurado un moderno edificio que completa una renovación del complejo que ocupa la escuela. Este edificio fue construido gracias en parte a la donación de Stephen M. Ross.